# Ruta 139 (Costa Rica)
La Ruta 139, oficialmente Ruta Nacional Secundaria 139, es una ruta nacional de Costa Rica ubicada en la provincia de Alajuela.

## Descripción
En la provincia de Alajuela, la ruta atraviesa el cantón de Los Chiles (el distrito de Caño Negro), el cantón de Guatuso (el distrito de Buenavista).